# Notolabrus gymnogenis
Notolabrus gymnogenis là một loài cá biển thuộc chi Notolabrus trong họ Cá bàng chài. Loài này được mô tả lần đầu tiên vào năm 1862.

## Từ nguyên
Từ định danh gymnogenis được ghép bởi 2 từ trong tiếng Hy Lạp: gymnos ("trống rỗng") và genys ("má"), hàm ý đề cập đến phần má của loài này chỉ có một hàng vảy.

## Phạm vi phân bố và môi trường sống
N. gymnogenis có phạm vi phân bố ở Tây Nam Thái Bình Dương. Đây là một loài đặc hữu của vùng bờ biển phía đông Úc, và được ghi nhận từ Hervey Bay, Queensland đến eo biển Bass, bao gồm cả đảo Lord Howe ở ngoài khơi.
N. gymnogenis sống gần các rạn đá ngầm ở độ sâu khoảng từ 5 đến 40 m.

## Mô tả
N. gymnogenis có chiều dài cơ thể tối đa được ghi nhận là 50 cm. Chúng là là loài lưỡng tính tiền nữ; cá cái chuyển đổi giới tính thành cá đực khi đạt đến chiều dài khoảng 26–28 cm (khoảng 4–5 năm tuổi), nhưng sự thay đổi giới tính cũng có thể diễn ra sớm hơn ở các cá thể có chiều dài khoảng 20 cm (khoảng 2,8 năm tuổi).
Cá đực có màu nâu xám ở thân trước và nửa đầu trên (nửa dưới đầu màu trắng nhạt). Vây lưng và vây hậu môn có màu đỏ thắm; thân sau có một vệt đỏ tương tự. Cuống và gốc vây đuôi có màu trắng; vây đuôi màu vàng. Vây bụng màu đỏ thắm (đen ở các tia vây phía bên trong). Vây ngực vàng nhạt. Cá cái và cá con thường có màu nâu đỏ (nhưng có thể chuyển thành màu xanh lục nếu sống ở môi trường có nhiều cỏ biển), thân lốm đốm trắng. Đầu có các vệt đỏ bao quanh mắt. Vây lưng và vây hậu môn có viền xanh lam óng. Vây bụng hơi trắng, nâu đỏ ở gốc vây. Vây ngực trong mờ, màu nâu đỏ. Các vây còn lại tiệp màu với thân.
Số gai ở vây lưng: 9; Số tia vây ở vây lưng: 11; Số gai ở vây hậu môn: 3; Số tia vây ở vây hậu môn: 10; Số gai ở vây bụng: 1; Số tia vây ở vây bụng: 5.

## Sinh thái
Thức ăn của N. gymnogenis chủ yếu là các loài động vật giáp xác, động vật chân bụng và động vật hai mảnh vỏ. Mùa sinh sản của N. gymnogenis diễn ra từ tháng 4 đến tháng 10. Tuổi thọ cao nhất được biết đến ở loài này là 9,6 năm.

### Trích dẫn
- B. C. Russell (1988). "Revision of the labrid fish genus Pseudolabrus and allied genera" (PDF). Records of the Australian Museum. Quyển 9. tr. 1–72.